# Ровный (Мордовия)
Ро́вный  — посёлок в Старошайговском районе Мордовии в составе  Старотеризморгского сельского поселения.

## География
Находится на расстоянии примерно 9 километров по прямой на юго-восток от районного центра села Старое Шайгово.

## История
Основан в начале 1920-х годов переселенцами из села Рязановка. В 1931 году учтено 58 дворов. 

## Население
Постоянное население составляло 34 человека (русские 76%) в 2002 году, 29 в 2010 году .